# クロード・ブラッスール
クロード・ブラッスール（Claude Brasseur、1936年6月15日 - 2020年12月22日）は、フランスの俳優である。

## 経歴
1936年6月15日、ヌイイ＝シュル＝セーヌに生まれる。父は俳優のピエール・ブラッスール、母は女優のオデット・ジョワイユ。名付け親はアーネスト・ヘミングウェイ。
1964年、ジャン＝リュック・ゴダール監督の『はなればなれに』でサミー・フレイ、アンナ・カリーナと共演。
1972年、フランソワ・トリュフォー監督の『私のように美しい娘』に出演する。
1985年の『ゴダールの探偵』ではナタリー・バイと共演した。
プライベートでラリーのナビゲーターも務めており、スキー場での出会いがきっかけでジャッキー・イクスと組み、1983年ダカール・ラリーの出場のために準備を進めた。そうしてデビューしたダカールで、総合優勝を果たしている。テネレ砂漠では40台が道に迷う中正確なナビゲーションを完遂するほどの腕前であったが、ダカール参戦はこの1度きりとなっている
2020年12月22日、死去。84歳没。

## フィルモグラフィー

### 映画
- 子供たち（1959年）
- 何がなんでも首ったけ（1961年）
- 捕えられた伍長（1962年）
- バナナの皮（1963年）
- はなればなれに（1964年）
- 皆殺しのバラード（1966年）
- 奇襲戦隊（1967年）
- 私のように美しい娘（1972年）
- ヘルバスター 避暑地の異常な夜（1975年）
- 赤ちゃんは紳士がお好き?（1976年）
- バロッコ（1976年）
- ありふれた愛のストーリー（1978年）
- 銀行（1978年）
- 華麗なる女銀行家（1980年）
- ラ・ブーム（1980年）
- ラ・ブーム2（1982年）
- ザ・クライム 陰謀の罠（1983年）
- ゴダールの探偵（1985年）
- 狼たちの報酬　Les Loups entre eux (1985年)
- 彼女はジタン（1986年）
- デサント・オ・ザンファー 地獄に堕ちて（1986年）
- 秘密諜報機関レッド・オーケストラ ナチス・ヒトラーを追え!（1989年）
- アルプスの少年 ぼくの願い事（2004年）
- モンテーニュ通りのカフェ（2006年）
- 輝ける女たち（2006年）
- ムッシュ・アンリと私の秘密（2015年）
- パリ、嘘つきな恋（2018年）